# Alejandro Duque Amusco
Alejandro Duque Amusco (Sevilla, 2 de noviembre de 1949), es un poeta y escritor español.

## Biografía
Actualmente, reside en Barcelona, donde ha ejercido como profesor de Literatura Española en el Instituto Lluís Vives. Es uno de los mayores especialistas en la obra de Vicente Aleixandre, de quien ha preparado varias ediciones y estudios de sus obras. En octubre de 2017, desde Italia, se le concedió el Premio Internacional de Poesía Alfonso Gatto, por el conjunto de su obra poética.

## Libros
- Esencias de los días (1976).
- El sol en Sagitario (1978).
- Del agua, del fuego y otras purificaciones (1983).
- Sueño en el fuego (1989).
- Donde rompe la noche (1994). Ganador del Premio Loewe 1994.
- Briznas [cuaderno de haiku] (2004).
- En el olvido del mundo [plaquette] (2004).
- Lírica solar. Antología personal [1983-2008] (2008).
- A la ilusión final (2008).
- Sueño en el fuego (2009; 2ª ed. ampliada y definitiva).
- Donde rompe la noche (2015; 2ª ed. ampliada y definitiva).
- Jardín seco (2017).
- Poesie [Antología al italiano] (2017).
- Escritura de estío (2019).
- La sombra de un sueño [plaquette] (2020).
- Noche escrita. Antología poética [1976-2020], realizada por el poeta José Corredor-Matheos (2021).
- Un único corazón (2022)
- Dreams on Fire. A Bilingual Edition, Translated by Susan Kimmelman, Cloud Hands Press, Chicago (2022).
- Un unico cuore (2025), a cura di Pino Menzio e traduzione di Felisa Bermejo Calleja [testo a fronte], Edizioni dell'Orso,Torino.

## Ediciones
- Vicente Aleixandre, "Antología esencial", Prólogo, selección y notas de A. Duque Amusco, B., Orbis, 1983.
- Vicente Aleixandre, "Nuevos poemas varios" [Recopilación de obra dispersa], B., Plaza y Janés, 1987 (Edic. Alejandro Duque Amusco; recopilación: el mismo e Irma Emiliozzi).
- Vicente Aleixandre, "Prosas recobradas", B., Plaza y Janés, 1987 (Edic. Alejandro Duque Amusco).
- Vicente Aleixandre, "Ámbito", M., Castalia, 1990 (Edic. Alejandro Duque Amusco).
- Vicente Aleixandre, "El mar negro" [plaquette], Málaga, 1991 (Comentario de Alejandro Duque Amusco; edic. Ángel Caffarena).
- Vicente Aleixandre, "En gran noche. Últimos poemas", B., Seix Barral, 1991 (Edic. Carlos Bousoño y A. Duque Amusco).
- Vicente Aleixandre, Dámaso Alonso y otros, "Álbum. Versos de juventud", B., Tusquets, 1993 (Edic. de Alejandro Duque Amusco y María-Jesús Velo).
- Francisco Brines, "Espejo ciego. Antología poética", Selección y prólogo de A. Duque Amusco, València, Els quatre vents, 1993.
- Carlos Bousoño, "Poesía. Antología: 1945-1993", Introducción, selección y notas de A. Duque Amusco, Madrid, Austral, 1993; 2ª ed. 1995.
- "Carlos Bousoño. Premio Nacional de las Letras Españolas 1993", M., Centro de las Letras Españolas, 1995 (Edic. A. Duque Amusco).
- Vicente Aleixandre, "Mundo a solas", acompañado en la misma edición del estudio de Alejandro Duque Amusco, "Destino del hombre", Ayuntamiento de Madrid, 1998.
- Vicente Aleixandre, "Prosa: Los encuentros. Evocaciones y pareceres. Otros apuntes para una poética", M., Austral, 1998 (Edic. Alejandro Duque Amusco).
- "En recuerdo de Vicente Aleixandre", Catálogo de la exposición por el Centenario de VA, CAL, Sevilla, 1998.
- Vicente Aleixandre, "Poesías completas" (Edic. Alejandro Duque Amusco), M., Visor/Comunidad de Madrid/Ayuntamiento de Málaga, 2001; 2ª ed. 2005.
- Vicente Aleixandre, "Prosas completas", incluye un `complemento poético´(Edic. Alejandro Duque Amusco), M., Visor/Comunidad de Madrid/Ayuntamiento de Málaga, 2002.
- "Cómo se hace un poema", Pre-Textos/El Ciervo, Madrid, 2002.
- Carlos Bousoño, "Al mismo tiempo que la noche" [Antología de sus sonetos], Prólogo y selección de A. Duque Amusco, B., Omicron, 2008.
- Vicente Aleixandre, "Nombre escondido. Antología esencial: 1928-1984", Selección y prólogo de A. Duque Amusco, Renacimiento, Sevilla, 2009.
- "25 artistas, 25 poemas, 25 años sin Vicente Aleixandre" [Catálogo de Exposición], Ajuntament de Sitges y SECC, 2009, ed. A. Duque Amusco.
- Francisco Brines, "Entre dos nadas (Antología consultada)", Prólogo y edición, Renacimiento, Sevilla, 2017.
- Gustavo Durán, "Días finales en Grecia (Cavafis, Gil de Biedma)", Edición de A. Duque Amusco, Pre-Textos, Valencia, 2019.
- "Cenizas y misterio. Escritos sobre Francisco Brines", Renacimiento, Sevilla, 2021.
- "En otro grado de luz. Lecturas sobre Carlos Bousoño", Renacimiento, Sevilla, 2023.
- Lorenzo Gomis, "Mediodía (Antología poética)", Prólogo y edición de A. Duque Amusco, Papers de Versàlia, Sabadell (Barcelona), 2024.